# Gens Acutia
La gens Acutia era una gens plebea romana, che fu presente dalla Repubblica fino all'impero. Il primo membro illustre della gens fu Marco Acutio, tribuno della plebe nel 401 a.C..

## Itria nominausati dalla gens
Gli Acutii usarono i praenomina Marcus e Quintus. I primi Acutii erano senza cognomen, ma nel I secolo d.C. fu adottato il cognomen Nerva.

## Membri illustri della gens
- Marco Acutio (Marcus Acutius): vissuto nel V secolo a.C., fu tribuno della plebe nel 401 a.C.;
- Acutia (Acutia): moglie di Publio Vitellio il Giovane, il cui nipote, Vitellio divenne imperatore nel 69.
- Quinto Acutio Nerva (Quintus Acutius Nerva): vissuto nel II secolo d.C., fu suffectus consul nel 100.